# Job Graça

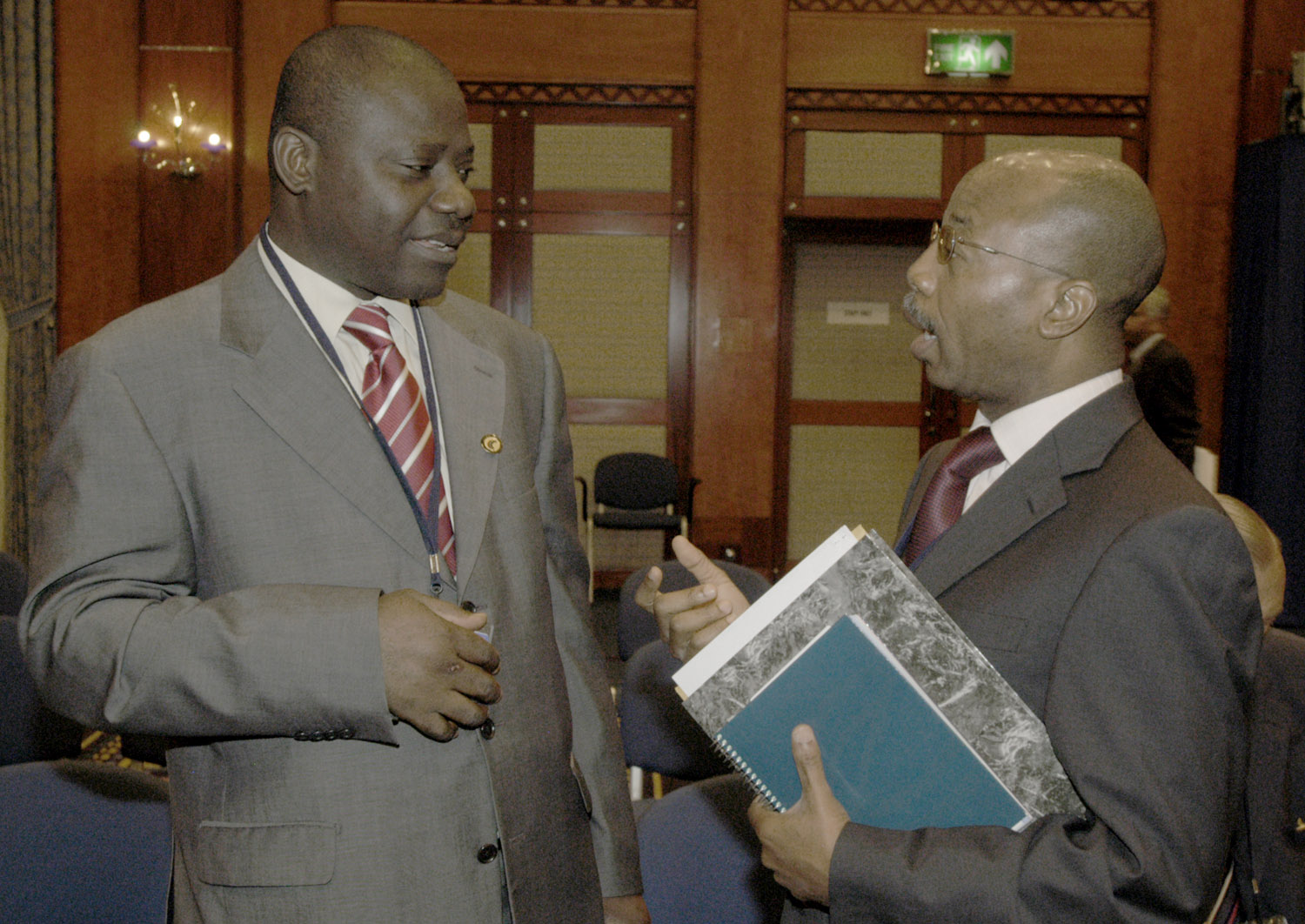
Job Graça (direita), 2003

Job Graça, é um economista, docente e político angolano, formado na Universidade de Essex no Reino Unido. 
Foi Ministro do Planeamento e Desenvolvimento Territorial de Angola. Job exerceu várias funções no Governo Angolano como, Vice-Ministro do Planeamento, Vice-Ministro da Economia, Vice-Ministro da Finanças e Vice-Ministro dos Transportes.